# Rudolf Fickeisen
Rudolf Fickeisen (* 15. Mai 1885 in Trippstadt; † 22. Juli 1944 in Ludwigshafen am Rhein) war ein deutscher Ruderer des Ludwigshafener Rudervereins. Bei den Olympischen Spielen 1912 gewann er im Vierer mit Steuermann eine Goldmedaille.
1906 wurde erstmals eine Deutsche Meisterschaft im Vierer ohne Steuermann ausgetragen. Das Boot des Ludwigshafener Rudervereins mit Jean Seeber, Rudolf Fickeisen, Hermann Wilker und Otto Fickeisen gewann den Titel und verteidigte ihn 1907 erfolgreich. In den nächsten Jahren ruderte Rudolf Fickeisen bei Deutschen Meisterschaften nicht im Ludwigshafener Vierer. Erst 1912 war er wieder dabei und belegte zusammen mit seinem älteren Bruder Otto, Wilker und Albert Arnheiter den zweiten Platz hinter einem Vierer aus Mainz.
Bei den Olympischen Spielen 1912 in Stockholm traten Arnheiter, Wilker, die Brüder Fickeisen und Steuermann Otto Maier im Vierer mit Steuermann an. Sie besiegten im ersten Rennen das einzige Boot der schwedischen Gastgeber, hatten im Viertelfinale keinen Gegner und schlugen im Halbfinale das dänische Boot, wobei der Deutsche Vierer sogar die Sieben-Minuten-Grenze unterbot. Im Finale besiegten sie das britische Boot wieder mit einer Zeit unter sieben Minuten und gewannen damit die Goldmedaille 1912 im Vierer mit Steuermann.